# Scincella lateralis
Espèce
Synonymes
- Sciurus lateralis Say, 1823
- Scincus unicolor Harlan, 1825
- Leiolopisma lateralis (Say, 1823)

Statut de conservation UICN

 LC  : Préoccupation mineure
Scincella lateralis est une espèce de sauriens de la famille des Scincidae.

## Répartition

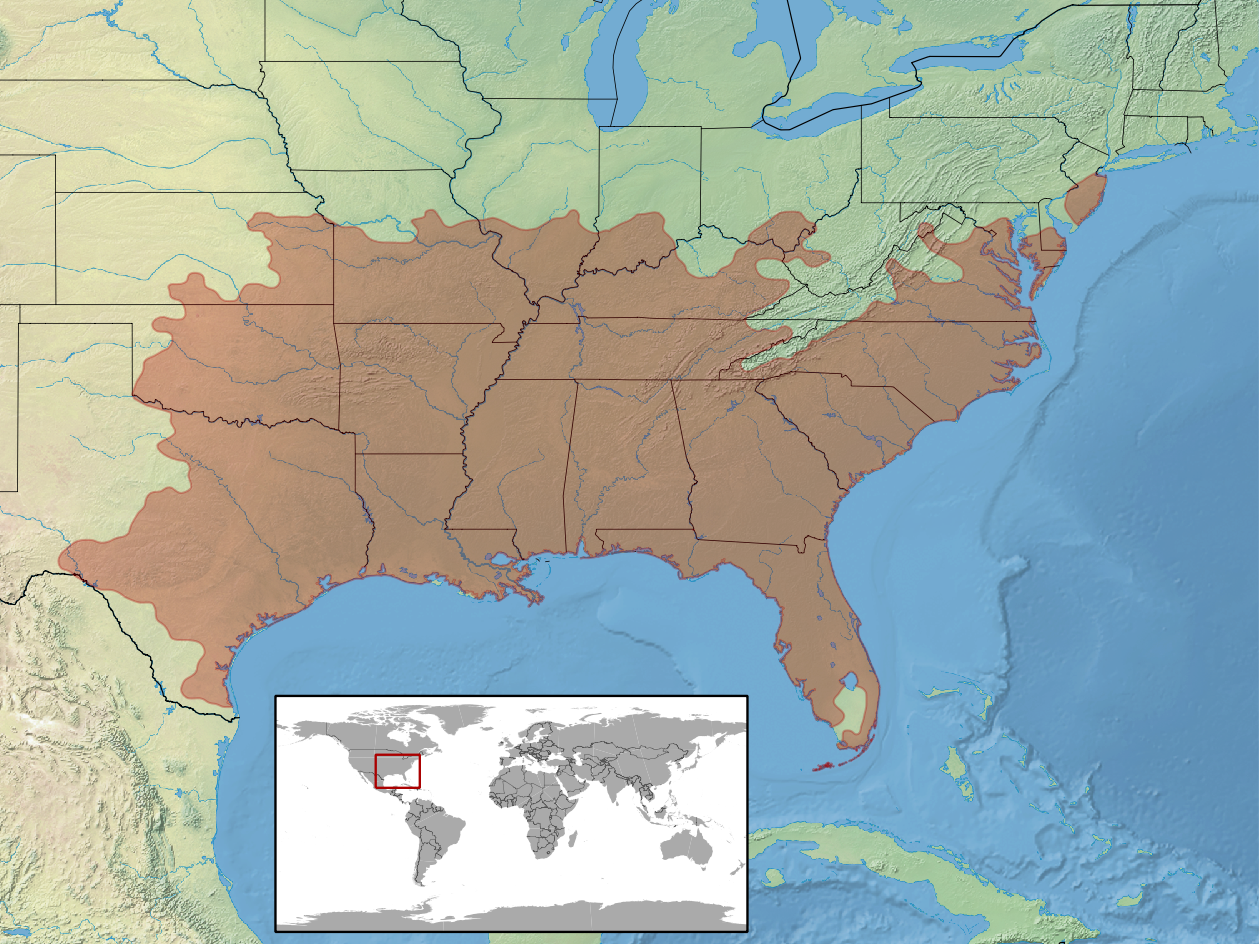
Répartition de l'espèce.

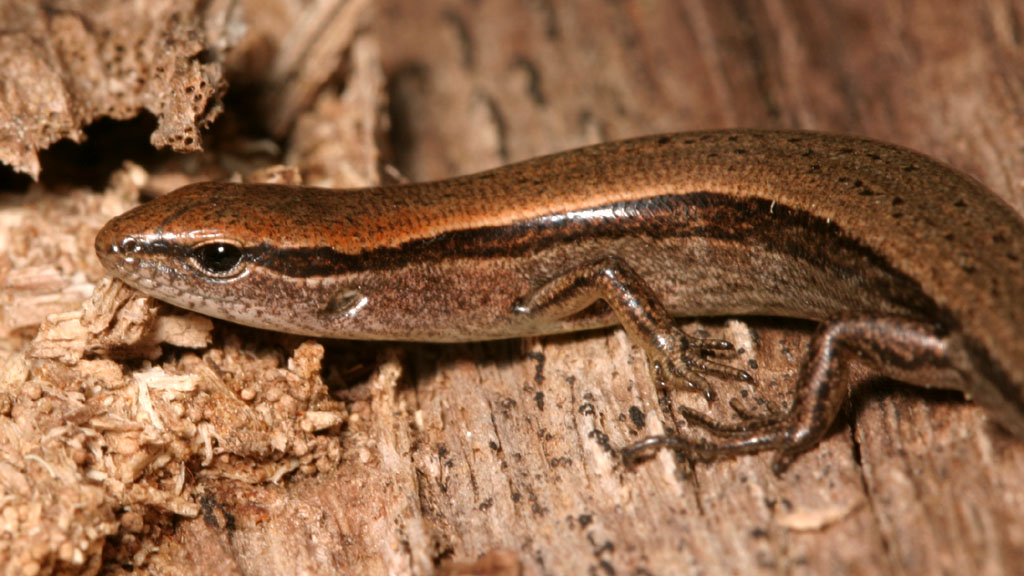

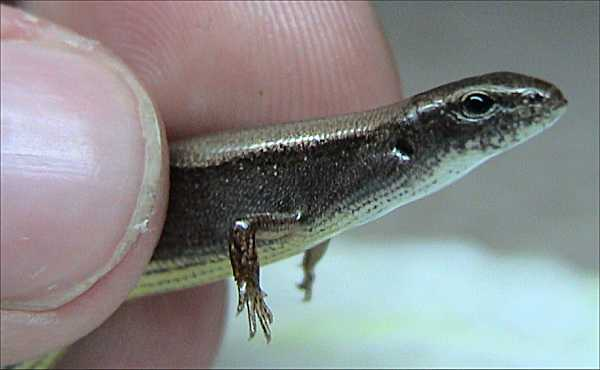

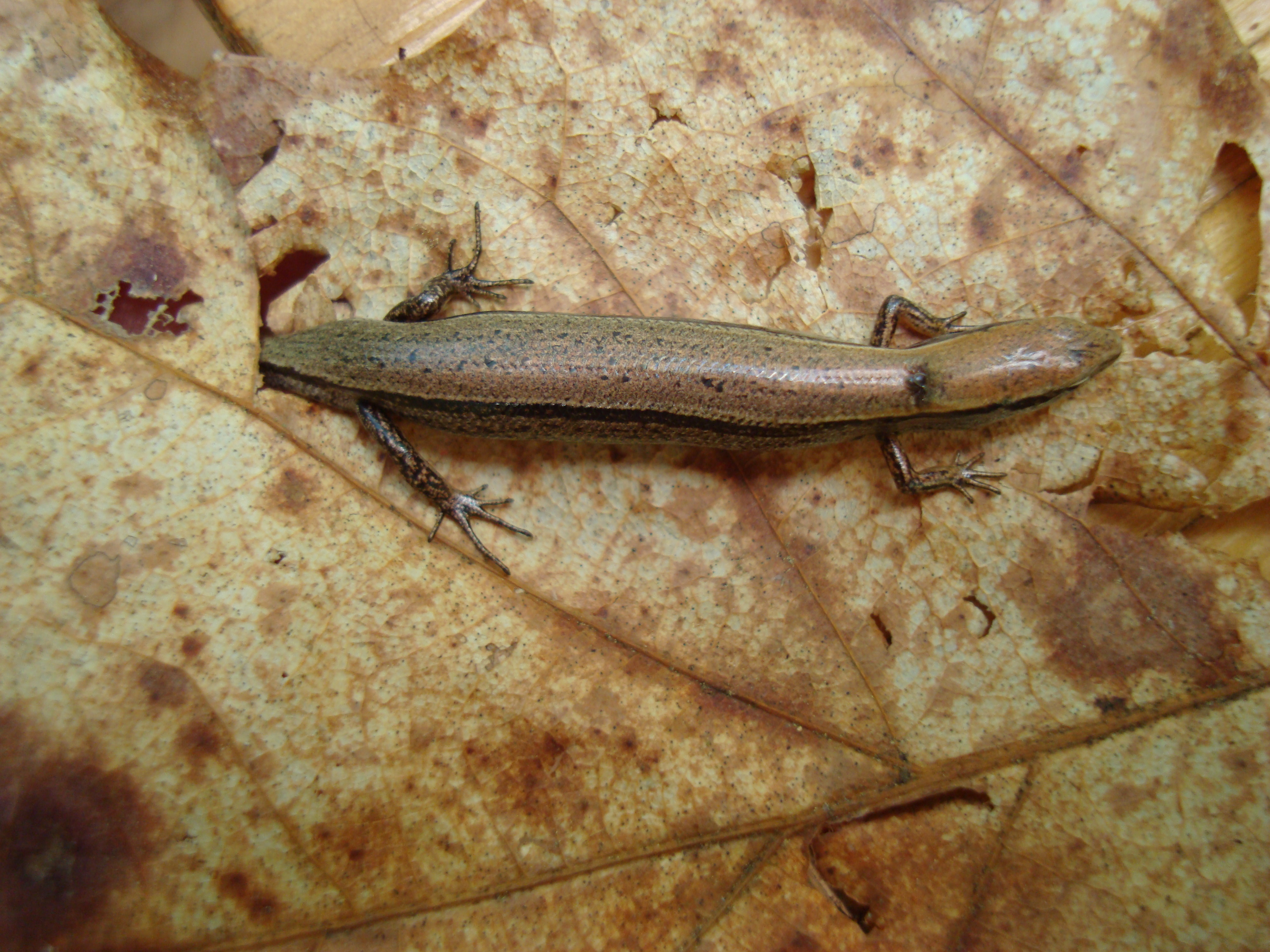

Cette espèce se rencontre :
- en États-Unis au Texas, dans l'Oklahoma, dans l'est du Kansas, dans le sud du Missouri, dans l'Arkansas, en Louisiane, dans le sud de l'Illinois, dans le Sud de l'Indiana, dans le Sud de l'Ohio, dans le Kentucky, dans le Tennessee, dans le Mississippi, dans l'Alabama, en Géorgie, en Floride, en Caroline du Sud, en Caroline du Nord, en Virginie, dans le Maryland, en Virginie-Occidentale, dans le Delaware et dans le New Jersey ;
- au Mexique dans le Coahuila.

## Description
Ce saurien est plutôt petit, entre 7 et 15 cm adulte. Il est brun dessus et blanc-jaune dessous, avec un corps allongé, des membres assez réduits et une tête peu distincte du tronc.
C'est une espèce ovipare qui pond 2 ou 3 œufs en moyenne (mais peut parfois effectuer plusieurs pontes par an), à l'abri dans des zones plutôt humides, au début de l'été. Ceux-ci incubent durant un ou deux mois.

## Publication originale
- Say in James, 1823 : Account of an expedition from Pittsburgh to the Rocky Mountains, performed in the years 1819 and '20 : by order of the Hon. J.C. Calhoun, sec'y of war: under the command of Major Stephen H. Long. From the notes of Major Long, Mr. T. Say, and other gentlemen of the exploring party, vol. 2, p. 1-356 (texte intégral).